# Jai Hindley
Jai Hindley (født 5. maj 1996 i Perth) er en professionel cykelrytter fra Australien, der er på kontrakt hos Red Bull-Bora-Hansgrohe.

## Karriere
I 2017 begyndte han at køre for Orica-Scotts kinesiske udviklingshold Mitchelton–BikeExchange. I starten af februar samme år blev han samlet nummer to i Herald Sun Tour, og blev vinder af løbets ungdomskonkurrence. Ved starten af 2018 begyndte Hindley at køre på World Tour-niveau, da han skiftede til Team Sunweb.
Ved Polen Rundt 2019 endte han på løbets andenplads, kun overgået af Pavel Sivakov. Hindleys hidtidige største sejr kom ved Herald Sun Tour 2020, da han vandt to etaper, bjergkonkurrencen, og blev løbets samlede vinder.
I 2022 blev han den anden australier til at vinde en Grand Tour, da han vandt Giro d'Italia.